# Pavel Knobl
Pavel Knobl (tudi Pavel Knobell), slovenski pesnik, orglar in skladatelj, * 24. januar 1765, Orehek, † 22. oktober 1830, Tomaj.

## Življenje
Rodil se je v Orehku pri Postojni v kmečki družini Jožefu Knoblu in Katarini, rojeni Klemen. Od leta 1792 je bil učitelj, orglar in cerkovnik v Postojni, od 1795 je učil v Kranju, do 1808 v Ložu, do 1816 v Višnji Gori, potem tri leta v Ribnici, kje je bil med letoma 1821 in 1827, ni znano, zadnja tri leta je živel v Tomaju. Umrl je za astmo. Zaradi menjave služb ga je spremljala policijska oznaka trmastega in nestanovitnega človeka. Poročen je bil dvakrat, njegov priimek pa se zaradi ženskega potomstva v vasi ni ohranil.

## Delo
Bil je bukovnik  (nešolan pisec verzov), 1801 je v Kranju izdal prvo slovensko samostojno zbirko posvetnih pesmi z naslovom Štiri pare kratkočasnih novih pesmi, od Pavla Knobla skovane inu Krajncam za spomin dane. V njej je na humoren način tematiziral vsakdanje, takratnemu kmečkemu človeku poznane reči (krompir, prešuštvo), pozabaval pa se je tudi s pesmijo Od prdca. Zbirka je izšla pri Ignaciju Kremžarju v Kranju, tiskana pa je bila verjetno v Ljubljani. V epigramu Bukve jiz Krajna jo je zavrnil Valentin Vodnik. Faksimile knjižice je izšel leta 1997, posodobljeni ponatis pa 2015. (COBISS) Pesem Tayſtim shenam, katęre neiſo is enim mosham sadavolne, je 1988 uglasbil Jakob Jež. (COBISS) Napisal in uglasbil je 22 cerkvenih pesmi in latinsko mašo Missa simplex. Okrog leta 1800 je v Kranju pri Kremžarju izšel njegov prevod popularne povesti o Genovefi Brabantski Ena lepa lubesniva inu brania vredna historia od te po nadoushnu ven isgnane svete grafnie Genovefe is tega mesta Pfalz. (COBISS)